# Jacana
Jacana – rodzaj ptaków z rodziny długoszponów (Jacanidae).

## Zasięg występowania
Rodzaj obejmuje gatunki występujące w Ameryce (Kuba, Haiti, Dominikana, Jamajka, Meksyk, Belize, Gwatemala, Salwador, Honduras, Nikaragua, Kostaryka, Panama, Kolumbia, Trynidad i Tobago, Wenezuela, Gujana, Surinam, Gujana Francuska, Brazylia, Ekwador, Peru, Boliwia, Paragwaj, Argentyna i Urugwaj).

## Morfologia
Długość ciała 17–25 cm, rozpiętość skrzydeł 36–40 cm; masa ciała samic 112–161 g, samców 78,9–118 g.

## Systematyka

### Etymologia
- Jacana: port. nazwa jaçanã dla długoszpona krasnoczelnego, od nazwy w języku tupi Yassānā lub Yahānā „bardzo czujny lub bardzo głośny ptak”, nazwa dla  chruściela lub innego ptaka wodnego[7].
- Parra: łac. parra lub parrus „wróżebny ptak”, na pewno nie długoszpon, ale nigdy właściwie nie został zidentyfikowany. Rodzaj Parra utworzony przez Linneusza w 1766 roku zawiera: jeden gatunek niemożliwy do zidentyfikowania (P. dominica), jedną czajkę (Charadriidae) (P. senegalla), dwa długoszpony (Jacanidae) (P. jacana i P. variabilis) oraz jednego skrzydłoszpona (Anhimidae) (P. chavaria)[8]. Gatunek typowy: Parra jacana Linnaeus, 1758.
- Asarcia: gr. ασαρκια asarkia „chudość”, od ασαρκος asarkos „bez mięsa, goły”, od negatywnego przedrostka α- a-; σαρξ sarx, σαρκος sarkos „mięso”[9]. Gatunek typowy: Parra variabilis Auct., nie Parra variabilis Linnaeus, 1766 (= Fulica spinosa Linnaeus, 1766).

### Podział systematyczny
Do rodzaju należą następujące gatunki:
- Jacana spinosa (Linnaeus, 1758) – długoszpon żółtoczelny
- Jacana jacana (Linnaeus, 1766) – długoszpon krasnoczelny